# 隐穗薹草
隐穗薹草（学名：Carex cryptostachys）为莎草科薹草属的植物。分布于菲律宾、印度尼西亚、澳大利亚、泰国、台湾岛、马来半岛、越南以及中国大陆的福建、广西、广东、海南、云南等地，生长于海拔100米至1,200米的地区，常生于密林下湿处或溪边，目前尚未由人工引种栽培。

## 别名
多序宿柱苔（台湾植物志）